# 티카 도로
티카 도로는 티카 마을과 나이로비를 연결하는 도로이다. 나이로비의 교통 중에서 중요한 부분을 차지하는 도로이다. 나이로비의 북동쪽에 자리하였으며 8차선인 고속도로이다.

## 2014년 나이로비 폭탄 테러
2014년 5월 4일 티카 도로에서 1 킬로미터 떨어진 곳에서 2개의 급조폭발물이 각각 버스 2대에서 터져 최소 3명이 사망하고, 62명 이상이 부상당한 사건이 일어났다.

## 같이 보기
- 2014년 나이로비 폭탄 테러